# Chandâla
Chândâla (चांडाल, « mangeur de chien ») est un terme pour désigner la « dernière des créatures » ainsi définie selon les Lois de Manu, terme utilisé dans l'hindouisme par la littérature sanskrite pour désigner dans l'Antiquité les chasseurs, les gens « durs, cruels, refusant les devoirs prescrits » (c'est-à-dire non nobles).

## Hindouisme
Par extension, dans le langage courant en Inde, le terme peut désigner un bandit, un violeur, un criminel, un boucher, un mangeur de chair animale (spécialement bovine) ou tout individu dangereux, « démoniaque » selon les brahmanes.
Le chândâla est hors du système des varnas, puisque l’Ahimsâ (« Non-violence », épouse du Dharma) est le devoir primordial des quatre castes sacrées védiques : l'Ahimsâ prouve la « noblesse » ou l’aryanité selon les Lois de Manu (livre 10, verset 63) ; le chândâla se situe hiérarchiquement, non seulement en dessous du shudra/serviteur (shudra qui est aussi Arya, « Noble », bien que non dvija, non « deux fois né », non initié aux Védas), mais de toutes les autres créatures, animales ou végétales : son ombre ne doit même pas toucher celle du brâhmane (d'où l'expression occidentale d'« intouchable » concernant le chândâla), du fait de sa dangerosité et hostilité envers l'Ahimsâ (les Lois de Manu indiquent que les chândâlas de l'Inde ancienne pratiquent la circoncision, l'excision, sont bourreaux, mangent des animaux pour le seul plaisir, pratiquent l'inceste, le mariage forcé ou par enlèvement, etc.).
Les Lois de Manu déclarent que le chândâla est le résultat de l'union sexuelle entre un homme shudra et une femme née de parents brahmanes. Il est donc d'origine impure selon l'hindouisme, qui se définit en sanskrit comme l’Arya Dharma, la « religion noble » ; l'hindouisme considère qu'il est impossible de se délivrer seul de son conditionnement : il faut, soit la Grâce de la Divinité, soit que la communauté — dont on dépend — se purifie aussi. Mais l'impureté du chândâla est avant tout liée à son comportement, un comportement refusant les valeurs brahmaniques (comme l'Ahimsâ, etc.), et pas du tout par rapport à son apparence physique :

« 57 Un homme d'origine impure, n'appartenant à aucune caste (varna), mais dont le caractère n'est pas connu, qui n'est pas Arya (« Noble »), mais a l'apparence d'un Arya (« Noble »), on peut découvrir ce qu'il est par ses actes. 58. Le comportement indigne d'un Arya (« Noble ») : la grossièreté, la dureté, la cruauté, la négligence des devoirs prescrits trahissent en ce monde un homme d'origine impure. »

— Lois de Manu, livre 10.
Les Lois de Manu considèrent qu'en sept générations une lignée de « hors caste » peut retrouver une caste, la plus élevée (celle des brâhmanes), grâce aux pratiques purificatrices collectives :

« 63. L'Ahimsâ (refus de violenter, nuire aux créatures), la véracité, le non-vol, la pureté et le contrôle des sens, Manu a déclaré être le résumé du Dharma (« loi ») pour les quatre castes. 64. Si une femme, issue d'un homme Brahmane et d'une femme Shudra, porte l'enfant d'un membre d'une plus haute caste, les inférieurs atteignent la plus haute caste au sein de la septième génération. 65. Ainsi, un Shudra atteint le rang d'un Brahmane, et (d'une manière similaire) un Brahmane choit au niveau d'un Shudra ; mais sachez qu'il en est de même avec la progéniture d'un Kshatriya ou d'un Vaishya. (…) 67. La décision est la suivante : « Celui qui a été engendré par un Arya (« Noble ») avec une femme non-noble, peut devenir Arya par ses vertus ; celui qui a été porté par une mère arya (« noble »), mais qui a pour père un non-noble, est et reste l'opposé d'un Arya ». »

— Lois de Manu, livre 10.
Cette théorie a un écho dans l'ouvrage d'Arthur Schopenhauer, Parerga et Paralipomena, où le philosophe affirme que l'enfant prend, de son père, la volonté, et de sa mère, l'intellect.
Adi Shankara déclara que l'homme qui a une apparence de chandâla, mais qui connaît l'Atman (l'âme incréée et indestructible, capable de transmigrer dans toutes les formes de vie et de s'unir à jamais au Brahman, l'Âme universelle), n'est pas un chândâla.
Plusieurs castes d'intouchables sont encore désignée par le mot chandala dans l'Inde du Nord (Maharashtra, Orissa, Uttar Pradesh, Bihar et Bengale)[réf. nécessaire].

L'orthodoxie hindoue reconnaît aux chândâla la capacité de devenir brâhmanes, s'ils affichent des preuves de leur volonté à être purifiés par des signes et pratiques strictement brahmaniques. Dans le Shiva-purâna, composé par le brâhmane mythique Vyasa, compilateur des Védas (et issu lui-même d'une mère d'un clan chândâla), on peut constater que l'état de « mangeur de chien » est relatif et aboli par le fait que les symboles chers aux brâhmanes, portés sur soi, sont très purificateurs pour une personne complètement étrangère à la sphère brahmanique comme l'est un « chasseur », qui devient ainsi similaires à eux en portant, par exemple, les symboles sacrés shivaïtes : 

« Même un chândâla [« mangeur de chien », adepte de la violence] qui porte le chapelet de rudrâksha à son cou et le tripundra sur son front est digne de considération. Il appartient de ce fait à la plus excellente de toutes les castes [les brâhmanes, gardiens de l'ahimsâ ]. »

## Un exemple dans le bouddhisme
L’usage du terme sanskrit s’est généralisé en Orient jusqu’au Japon pour qualifier (en Occident) des membres des hors-castes nommés intouchables, situés hors de la société ârya, de ceux ayant théoriquement pour devoir commun l'universelle non-violence (Ahimsâ), qu'ils soient brâhmanes (lettrés, artistes), kshatriya (gendarmes, princes), vaishyas (paysans, artisans) ou shudra (serviteurs, non-initiés au Véda/Savoir comme le sont aussi tous les enfants de brâhmanes). En Inde, les Intouchables constituent une part importante de la population (dans Le modèle indou, Guy Deleury rappelle qu'un parti politique en Inde ne peut remporter une élection sans un large soutien des Intouchables, et que les brâhmanes sont soit apolitiques, soit proches d'idéologies en faveur du droit au bien-être matériel collectif et des minorités persécutées ou spoliées), tandis que les brâhmanes sont une minorité pauvre mais respectée pour son savoir sacré et son éthique gardienne de l'Ahimsâ, vivant près des musulmans dans leurs bidonvilles afin d'être protégés de la violence des mafias de nationalistes hindous, intouchables, etc., comme l'indique Naipaul dans son ouvrage L'Inde, un million de révoltes.
Un exemple notoire : afin de montrer son origine modeste car il est issu d’une famille de pêcheurs, au XIIIe siècle, le moine bouddhiste Nichiren se qualifie lui-même de membre de la classe des chândâla,. Sa méthode pour convertir à l’école qu’il fonde en 1253, la Nichiren Shū, considérée selon lui comme la seule correcte à l’époque de Mappō, est shakubuku dont la traduction littérale est « casser et soumettre » l'attachement aux enseignements jugés inférieurs car périmés à l’époque de Mappō ou selon une autre traduction « briser et soumettre » les attachements aux enseignements précédant le Sūtra du Lotus. Il s’opposera jusqu’à sa mort en 1282 aux autres écoles bouddhiques de son temps, en particulier Jōdo shū (Nembutsu), Zen, Shingon et Ritsu.

## En Occident
Friedrich Nietzsche fait plusieurs fois référence au terme de chândâla, notamment dans L'Antéchrist (aphorisme 45) et dans Le Crépuscule des Idoles, pour parler du christianisme ou du socialisme comme étant des « religions de chândâla », basées sur une « morale d'esclaves », incarnant le « ressentiment des faibles », qu'elles opposent à la « morale des maîtres ».

« Qu’on lise la première partie de ma Généalogie de la morale : pour la première fois, j’y ai mis en lumière le contraste entre une morale noble et une morale de Tchândâla, née de ressentiment et de vengeance impuissante. Saint Paul était le plus grand des apôtres de la vengeance… »

Fortement influencé par Nietzsche, l'écrivain et dramaturge suédois August Strindberg (1849-1912) publie en 1888 une nouvelle intitulée Tschandala.